# Fort Wright
Fort Wright – miasto w Stanach Zjednoczonych, w stanie Kentucky, w hrabstwie Kenton.